# James Ingram

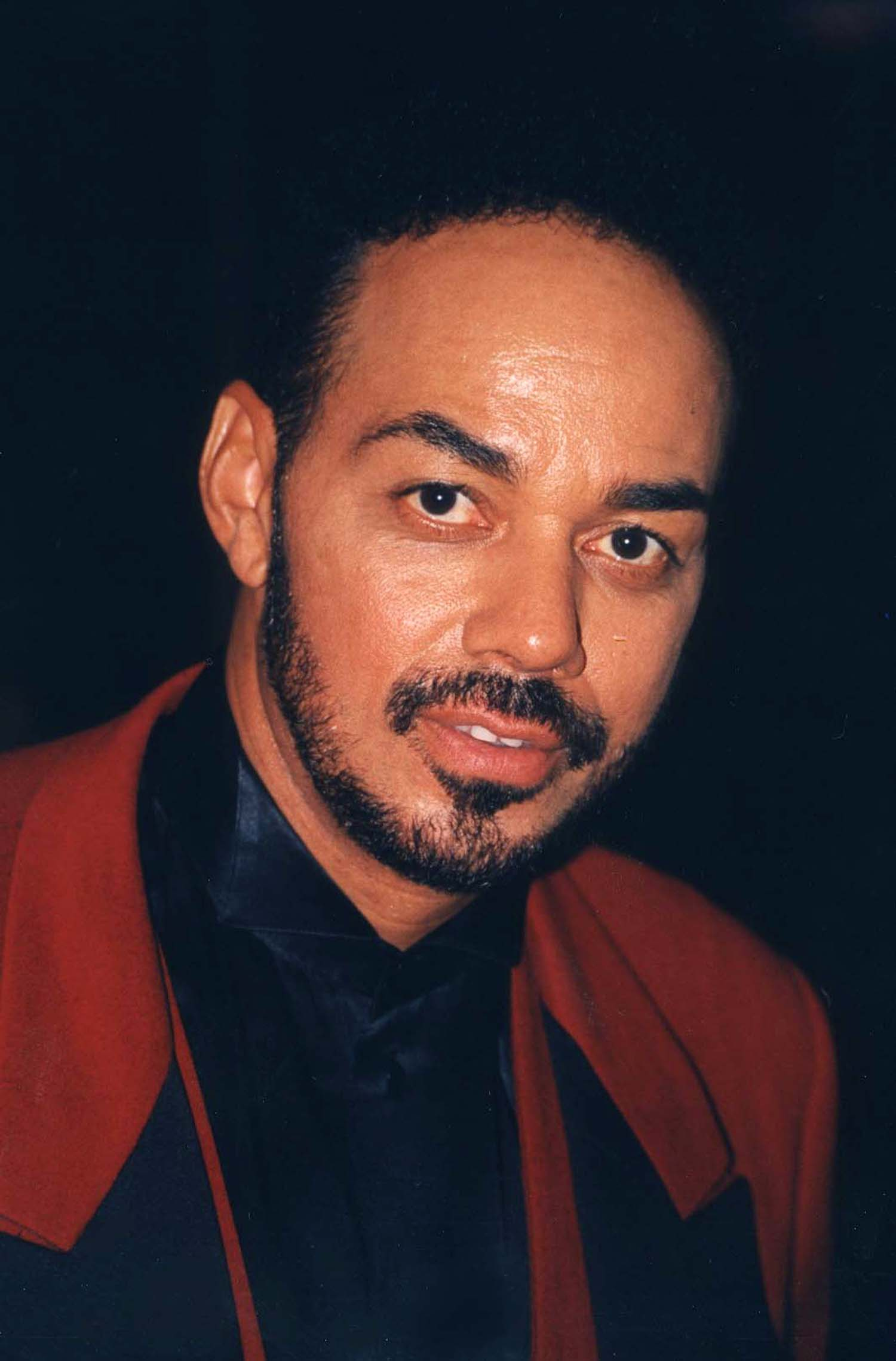
James Ingram in 1998

James Ingram (Akron (Ohio), 16 februari 1952 – Los Angeles, 29 januari 2019) was een Amerikaanse soulzanger en muzikant. Hij bespeelde een aantal instrumenten, zoals piano, gitaar, bas en drum. Hij was tevens producer en songwriter.
In België en Nederland is Ingram bekend van onder andere het nummer Yah Mo B There, een duet uit 1984 met zanger Michael McDonald, wat in Nederland destijds een hit was in de 3 hitparades op Hilversum 3: de Nederlandse Top 40, Nationale Hitparade en de TROS Top 50. In België stond de plaat genoteerd in zowel de Vlaamse Ultratop 50 als de Vlaamse Radio 2 Top 30.
Ook zong hij een duet met Patti Austin, Baby, come to me, dat in 1983 de nummer-1 positie in de Billboard Hot 100 bereikte. Later had hij nog een duet met Linda Ronstadt, Somewhere Out There, afkomstig uit Steven Spielbergs tekenfilm Een avontuur met een staartje (An American Tail) uit 1986. In 1990 had hij solo een nummer-1 hit met I don't have the heart in de Billboard Hot 100.
Ingram werkte mee aan P.Y.T. (Pretty Young Thing) van Michael Jackson en produceerde ook voor onder meer Pointer Sisters, George Benson, Ray Charles, Shalamar en zijn vriend Quincy Jones.
Hij heeft meegewerkt aan We are the world van USA for Africa in 1985. In 2011 trad hij op met Cliff Richard.
De R&B zanger overleed op 29 januari 2019 op 66-jarige leeftijd aan kanker.

## NPO Radio 2 Top 2000
| Nummer met noteringen in de NPO Radio 2 Top 2000 | '99  | '00  |
| ------------------------------------------------ | ---- | ---- |
| Baby, Come to Me (met Patti Austin)              | 1969 | 1981 |

1. ↑  Een vetgedrukt getal geeft de hoogste notering aan.
2. ↑  Deze tabel is bijgewerkt tot en met de laatste editie (2024).

- Biblioteca Nacional de España: XX1591494
- Bibliothèque nationale de France: cb138954782 (data)
- Gemeinsame Normdatei: 133147428
- International Standard Name Identifier: 0000 0000 8384 9368
- Library of Congress Control Number: n91081710
- MusicBrainz: 1c9d555e-d20a-46d9-93a3-bf7e0d263ece
- Nederlandse Thesaurus van Auteursnamen: 070965056
- Istituto Centrale per il Catalogo Unico: DDSV061751
- SNAC: w64470sd
- Virtual International Authority File: 56796520
- WorldCat: E39PCjHM4V7ckHm8VbtkdVWkXd